# توکویوشی کاواشیما
توکویوشی کاواشیما (انگلیسی: Tokuyoshi Kawashima; ۸ فوریهٔ ۱۹۷۳ – ) بازیگر، و صداپیشه اهل ژاپن بود. وی از سال ۱۹۹۶ میلادی تاکنون مشغول فعالیت بوده‌است.